# Гишен (бронепалубный крейсер)
Бронепалубный крейсер «Гишен» (фр. Guichen) — бронепалубный крейсер I класса французского флота, построенный в 1890-х гг. Проектировался как океанский «сверхбыстроходный» истребитель торговли. Заказан Морским министром Франции Феликсом Фором, сторонником «Молодой школы», в паре с крейсером «Шаторено» (фр. Châteaurenault), имевшим совершенно иную конструкцию.

## Проектирование
Создание проекта было вызвано желанием получить крейсер наилучшим образом приспособленный для операций на океанских коммуникациях. Традиционные крейсера 1890-х годов как правило не обладали должным радиусом действия и не могли длительное время поддерживать высокую скорость, в отличие от трансатлантических лайнеров и пакетботов. Требовалось создать корабль весьма быстроходный, с большим запасом угля и надёжной силовой установкой. При этом он ещё и не должен был быть слишком большим, по финансовым соображениям, что предполагало ослабление вооружения и защиты.
Крейсер «Гишен» оказался уникальным для французского флота в том, что его главный конструктор предпочёл остаться анонимным. Современные исследователи полагают, что им был знаменитый кораблестроитель Эмиль Бертэн, так как в компоновке силовой установки заметен его характерный почерк.

## Конструкция

### Корпус
Характерной чертой «Гишена» стал спардек, продолжавшийся от форштевня до кормового среза. Сам форштевень был вертикальным — впервые за долгое время французский крейсер не имел тарана. Мореходность крейсера оказалась не особенно хорошей — на полном ходу «Гишен» очень сильно заливало волной. Дымовые трубы располагались двумя группами, по две, сдвинутые в оконечности корабля. Первоначально «Гишен» имел три мачты, впоследствии среднюю мачту сняли.

### Силовая установка
Паровые машины крейсера размещались в центре корпуса, обрамлённые с оконечностей котельными отделениями, вмещавшими 36 водотрубных котлов системы Лаграфеля Д’Алле, что привело к своеобразному силуэту. Достигнуть заданной скорости не удалось. На первых испытаниях «Гишен» достиг лишь 21 узла. Фирмой-строителем было предложено изготовить новые винты. Новые трёхлопастные винты были установлены на крейсере в сентябре-октябре 1898 года, испытания возобновились 10 ноября и в течение 3-часового испытания крейсер развил ход 23,54 узла при мощности 25 163 л. с. Однако крейсер показал свою способность совершать длительные переходы с большой скоростью. Он неоднократно проходил более полутора тысяч миль со скоростью 18,5 узлов, а в одном из походов обошёл всё Средиземное море со средней скоростью 16 узлов. Однако температура в помещениях, прилегающих к котельным отделениям достигала 55°C. Общий запас угля достигал 1960 тонн (по другим данным 2032 тонны угля и 200 тонн нефти).

### Вооружение
Главный калибр включал два орудия калибра 164,7-мм, с длиной ствола 45 калибров, размещённых в оконечностях крейсера за броневыми щитами. Орудие весило 7040 кг и стреляло фугасными снарядами весом 50,5 кг и бронебойными, весом 52 кг, с начальной скоростью 770 м/с.
Второй калибр крейсеров был представлен шестью 138,6-мм орудиями образца 1893 года. Это была вполне современная скорострельная пушка с длиной ствола 45 калибров. Орудие весило 4465 кг и стреляло снарядами весом 30 кг, с начальной скоростью 770 м/с. С принятием на вооружение более тяжёлых снарядов весом 35 кг, начальная скорость уменьшилась до 730 м/с. От более ранней модели 1891 года орудие отличалось утяжелённым стволом и раздельным заряжанием. Последнее было введено в связи с жалобами комендоров на чрезмерный вес унитарного патрона. Скорострельность достигала 5 выстрелов в минуту. Эти орудия размещались в казематах.
Противоминная артиллерия состояла из обычного для французских кораблей набора 47-мм и 37-мм скорострельных пушек производства фирмы «Гочкисс» (фр. Hotchkiss et Cie). 47-мм пушка с длиной ствола 40 калибров, весила 237 кг и стреляла полуторакилограммовым снарядом с начальной скоростью 610 м/с. 37-мм орудие с длиной ствола 35 калибров весило 35 килограммов и стреляло снарядом весом 0,455 кг с начальной скоростью 402 м/с.

## Служба
«Гишен» был заложен в октябре 1895 года в Сен-Назере, на частной верфи Ateliers et Chantiers de la Loire. На воду крейсер спустили 15 мая 1898 года, а в строй он вступил в 1901 году. Принимал участие в первой мировой войне; в сентябре 1915 года активно участвовал в эвакуации окружённых турками армянских повстанцев, организовавших оборону на горе Муса-Даг в Киликии. В 1917 году был частично разоружён и использовался в качестве войскового транспорта. Списан и сдан на слом в 1921 году.

## Оценка проекта
Несмотря на ряд передовых технических решений, «Гишен» считался явно неудачным кораблём и подвергался резкой критике во французской военно-морской прессе. Высказывалось даже мнение, что 32 миллиона франков (стоимость «Гишена» и «Шаторено») выброшено на ветер, а их экипажи служат без всякой пользы для родины. Пытаясь смягчить неудачу, командование флота привлекало крейсера к перевозкам войск, хотя в этом плане «Шаторено» имевший более просторные помещения, обладал явным преимуществом. В качестве войскового транспорта «Гишен» и использовался, главным образом, во время Первой мировой войны. Применить крейсер по прямому назначению мешало его слишком слабое вооружение.